# Styela clava
Espèce
L’Ascidie plissée (Styela clava) est une espèce de tuniciers de la famille des Styélidés.

## Habitat
L’Ascidie plissée est un organisme marin sessile, attaché à un substrat dur à une profondeur maximum de 25 mètres. S. clava est surtout trouvée à proximité des côtes, notamment dans les zones protégées des forts courants, comme dans les ports,,.

## Reproduction
Comme pour la plupart des tuniciers, S. clava est un organisme hermaphrodite, qui se reproduit dans des frayères. Le déclenchement de la période de reproduction est dépendant de la température à la surface de l'eau, elle doit atteindre un seuil à environ 15°C. Durant la période de reproduction, qui dure entre 4 et 10 mois, ces tuniciers vont produire des larves lécithotrophiques,,.

## Gastronomie
En Corée, on consomme Styela clava, appelé mideodeok (미더덕). De très petite taille (un centimètre), il est ajouté entier dans certaines recettes de soupe ; il faut alors pour extraire la chair croquer puis recracher la tunique.

## Écologie
S. clava est une espèce invasive, originaire du Nord-Ouest Pacifique, des régions côtières du Japon, de la Corée, de la Chine et de Russie. Cette espèce de tunicier est maintenant retrouvée dans tout l'hémisphère Nord, notamment dans les ports Européens, Canadiens sur les deux côtes des États-Unis, et également dans plusieurs ports de l'hémisphère Sud, comme en Australie et en Nouvelle-Zélande.